# Holý vrch u Jílového
Holý vrch u Jílového je přírodní rezervace v okrese Děčín. Chráněné území s rozlohou 40,6 ha bylo vyhlášeno 26. července 2014. Důvodem jeho zřízení je ochrana evropsky významné lokality přírodě blízkých lesních společenstev na čedičovém vrchu (528 m) s kamennými moři, sutěmi a výskytem reliktních a vzácných druhů bezobratlých organismů.

## Geomorfologie
Přírodní rezervace zaujímá prostor stejnojmenného vrchu spadajícího do geomorfologického celku Děčínská vrchovina, podcelku Děčínské stěny, okrsku Sněžnická hornatina a podokrsku Tiská vrchovina.